# Røntgen-fluorescensspektroskopi
Røntgen-fluorescensspektroskopi (på engelsk: X-ray fluorescence spectroscopi, XRF) eller energifordelings-Røntgenspektroskopi (på engelsk: Energi-dispersive X-ray-spektroscopi, EDS, EDX, eller XEDS) undertiden også kaldet energifordelings-røntgenanalyse (EDXA) eller energifordelings-mikroanalyse (EDXMA) er en analyseteknik, der anvendes til grundstof-analyse eller kemisk karakterisering af en prøve. 
Metoden udnytter princippet for røntgen-fluorescens og bygger på anvendelsen af en røntgenkilde med høj energi til at anslå atomerne i en prøve, så der udsendes en røntgenstråling med mindre energi.
Metodens anvendelighed skyldes for en stor del det grundlæggende princip, at hvert grundstof med sin unikke, atomare struktur afgiver et unikt røntgen-emissionsspektrum som et fingeraftryk. røntgen-emisssionsspektret kan måles med et røntgenspektroskop.

## Metoden
For at stimulere emissionen (dvs. udsendelsen) af den karakteristiske røntgenstråling fra en prøve, bliver en røntgenstråle med høj energi fokuseret på prøven. Emissionen af røntgenstråling beror på energioverførsel svarende til mekanismen i fluorescens og nordlys. En elektron absorberer stråling med høj energi og bliver løftet til et højere energiniveau. Elektronen er blevet exciteret (anslået eller aktivereret). Systemet henfalder igen til grundniveauet ved, at en elektron falder ned i det frie (vakante) energiniveau under udsendelse af en højenergi-foton, dvs. røntgenstråling. Den udgående foton vil altid have lavere energi end påvirkningen, dvs den udgående stråling vil altid have længere bølgelængde end påvirkningen.
Andre metoder til at stimulere røntgenemissionen fra en prøve er at anvende en højenergi-stråle af ladede partikler, enten elektroner eller protoner.

## Anvendelsesområder
•	Metaller som ædelmetaller og tungmetaller
•	Geologiske prøver som klippestykker og jord
•	Flydende prøver
•	Byggematerialer og malede overflader
•	Støv fra luftprøver og andre miljøprøver

## Eksterne links og henvisninger
1. ↑  Corbari, L;  et al. (2008). "Iron oxide deposits associated with the ectosymbiotic bacteria in the hydrothermal vent shrimp Rimicaris exoculata" (PDF). Biogeosciences. 5: 1295-1310. doi:10.5194/bg-5-1295-2008. Arkiveret fra originalen (PDF) 16. maj 2020. Hentet 20. juni 2016.
2. ↑  Interaktivt periodisk system med emissionsdata

- How does XRF work?
- XRF (Webside ikke længere tilgængelig)
- Basic EDXRF Theory Arkiveret 24. august 2006 hos  Wayback Machine
- European X-ray Spectrometry Association - interesting links
- 5 teknikker, der har revolutioneret arkæologien. Videnskab.dk 2015